# Riksdagsvalget i Sverige 1960
Riksdagsvalget i Sverige 1960 var valget til den Sveriges Rigsdags Andra kammaren, valget blev afholdt den 18. september 1960.

## Valgresultat
| Parti                              | Parti                              | Partiledere                        | Stemmer            | Stemmer | Stemmer | Mandatfordeling | Mandatfordeling |
| Parti                              | Parti                              | Partiledere                        | Antal              | %       | +− %    | Antal           | +−              |
| ---------------------------------- | ---------------------------------- | ---------------------------------- | ------------------ | ------- | ------- | --------------- | --------------- |
|                                    | Socialdemokraterna                 | Tage Erlander                      | 2 033 016          | 47,8    | +1,6    | 114             | +3              |
|                                    | Folkpartiet                        | Bertil Ohlin                       | 744 142            | 17,5    | -0,7    | 40              | +2              |
|                                    | Högerpartiet                       | Jarl Hjalmarson                    | 704 365            | 16,5    | −3,0    | 39              | −6              |
|                                    | Centerpartiet                      | Gunnar Hedlund                     | 579 007            | 13,6    | +0,9    | 34              | +2              |
|                                    | Sveriges kommunistiska parti       | Hilding Hagberg                    | 190 560            | 4,5     | +1,1    | 5               | +−0             |
|                                    | Framstegsunionen                   | Bertil Svahnström                  | 1 375              | 0,0     | —       | —               | —               |
|                                    | Företagspartiet                    | ?                                  | 614                | 0,0     | —       | —               | —               |
|                                    | Vänstersocialistiska partiet       | Albin Ström                        | 176                | 0,0     | -0,03   | —               | —               |
|                                    | Øvrige partier                     | —                                  | 1 649              | 0,0     | —       | —               | —               |
| Antal gyldige stemmer              | Antal gyldige stemmer              | Antal gyldige stemmer              | 4 254 114          | 100,00  |         | 232             | +1              |
| Ugyldige stemmer                   | Ugyldige stemmer                   | Ugyldige stemmer                   | 17 496             |         |         |                 |                 |
| Totalt (deraf 190 702 poststemmer) | Totalt (deraf 190 702 poststemmer) | Totalt (deraf 190 702 poststemmer) | 4 271 610 (85,9 %) |         |         |                 |                 |